# Mikołaj (Jaruszewicz)
Mikołaj, imię świeckie Boris Dorofiejewicz Jaruszewicz (ur. 13 stycznia 1892 w Kownie, zm. 13 grudnia 1961 w Moskwie) – rosyjski biskup prawosławny, metropolita kruticki i kołomieński Rosyjskiej Cerkwi Prawosławnej w latach 1944–1960.

## Życiorys

### Młodość i wczesna działalność
Był synem prawosławnego duchownego służącego w soborze Świętych Piotra i Pawła w Kownie. Ukończył ze złotym medalem naukę w gimnazjum w Kownie. Następnie podjął studia na wydziale fizyczno-matematycznym Uniwersytetu Petersburskiego, które przerwał po I roku, wstępując w 1910 na Petersburską Akademię Duchowną. Studia te ukończył w 1914 z tytułem kandydata nauk teologicznych. Został stypendystą profesorskim na uczelni. W trakcie studiów zdecydował się również na wstąpienie do monasteru, na co wpływ miały wakacyjne wyjazdy na Wałaam, gdzie opiekował się wielkimi schimnikami. 23 października 1914 złożył wieczyste śluby mnisze, przyjmując imię zakonne Mikołaj. Dzień później został wyświęcony na hierodiakona, a dwa dni później – na hieromnicha.
Natychmiast po święceniach kapłańskich został kapelanem wojskowym, służącym w pociągu sanitarnym, a następnie przy Finlandzkim pułku lejbgwardii. Na froncie I wojny światowej przebywał trzy miesiące, po czym został odwołany do Petersburga z powodu choroby (reumatyzm). Został następnie wykładowcą seminarium duchownego w Petersburgu, gdzie prowadził zajęcia z zakresu liturgiki, homiletyki, praktycznych zajęć dla duchownych, archeologii cerkiewnej oraz języka niemieckiego. W 1917 obronił dysertację magisterską poświęconą sądownictwu cerkiewnemu w Rosji przed wydaniem Sobornogo Ułożenija w 1649, za którą otrzymał nagrodę im. metropolity Makarego. Od 1918 do 1919 był ponadto proboszczem parafii przy soborze Świętych Piotra i Pawła w Peterhofie. W 1919 otrzymał godność archimandryty, po czym objął urząd namiestnika Ławry św. Aleksandra Newskiego. Pozostawał na nim przez trzy lata, do chirotonii biskupiej.

### Biskup

#### 1922–1939
7 kwietnia 1922 przyjął w Ławrze św. Aleksandra Newskiego chirotonię biskupią z rąk metropolity piotrogrodzkiego i gdowskiego Beniamina. Został biskupem peterhofskim, wikariuszem eparchii piotrogrodzkiej. Po niecałych dwóch miesiącach (według różnych źródeł miało to miejsce 19 maja 1922 lub 1 czerwca 1922) został aresztowany pod zarzutem przynależności do nielegalnego bractwa cerkiewnego. Spędził kilka dni w piotrogrodzkim więzieniu przy ulicy Szpalernej, następnie został zwolniony po zobowiązaniu się do pozostania w mieście. Był również oskarżony o działalność antyradziecką, jednak sprawę tę we wrześniu 1922 umorzono. Mógł wrócić do aktywności duszpasterskiej. Po aresztowaniu biskupa jamburskiego Aleksego w październiku 1922 de facto kierował całą eparchią.
10 lutego 1923 został aresztowany po raz drugi i w marcu skazany na trzyletnią zsyłkę do Komi. Całość kary odbył w Ust-Kułym. W marcu 1926 wrócił do Leningradu i od kwietnia 1927 do lutego 1928 był locum tenens miejscowej eparchii. Poparł deklarację zastępcy locum tenens metropolity moskiewskiego Sergiusza, w której ten zobowiązywał prawosławnych do lojalności wobec władzy radzieckiej. W 1935 otrzymał godność arcybiskupią, pozostając wikariuszem eparchii leningradzkiej z dawnym tytułem, służył jako proboszcz w soborze św. Włodzimierza w Petersburgu od 1936 do 1937, a następnie od 1938 do 1939 (formalnie do 1940) w soborze św. Mikołaja i Objawienia Pańskiego. Od 1935 do 1940 był również locum tenens wakującej eparchii nowogrodzkiej i pskowskiej. Nie miał prawa zamieszkiwania w Leningradzie, toteż żył w Tatjaninie k. Gatczyny, a do leningradzkich świątyń jedynie dojeżdżał. Nabożeństwa odprawiał według rytu przewidywanego dla zwykłych kapłanów.
W 1939 był jednym z ostatnich rosyjskich biskupów prawosławnych, którzy nie padli ofiarą wielkiego terroru, nie znaleźli się w więzieniach i obozach.

#### Okres II wojny światowej
W 1939, gdy wskutek napaści ZSRR na Polskę pod kontrolą radziecką znalazły się wschodnie województwa tego kraju, znajdujące się na ich obszarze struktury Polskiego Autokefalicznego Kościoła Prawosławnego zostały przyłączone do Rosyjskiego Kościoła Prawosławnego. Metropolita moskiewski i kołomieński Sergiusz powierzył w 1940 arcybiskupowi Mikołajowi godność arcybiskupa wołyńskiego i łuckiego, egzarchy zachodnich obwodów Ukrainy i Białorusi. W marcu 1941 arcybiskup Mikołaj otrzymał godność metropolity, zachowując dotychczasowe obowiązki. Pełnił je formalnie do 15 lipca 1941; faktycznie dwa tygodnie przed inwazją III Rzeszy na ZSRR wyjechał z Kijowa do Moskwy. Od lipca 1941 nosił tytuł metropolity kijowskiego i halickiego, egzarchy ukraińskiego.
Został ewakuowany razem z metropolitą moskiewskim i kołomieńskim Sergiuszem do Uljanowska, jednak zdecydował się na powrót do Moskwy i pozostał tam do końca działań wojennych. Wykonywał obowiązki kanclerza Patriarchatu Moskiewskiego. Wielokrotnie występował publicznie, wzywając ludność do walki w obronie ZSRR, wyjeżdżał także poza Moskwę, by odprawiać nabożeństwa i głosić patriotyczne kazania. 15 lipca 1941 został nagrodzony prawem noszenia dwóch panagii oraz niesienia krzyża przed sobą podczas nabożeństw. Od lutego 1942 do września roku następnego tymczasowo zarządzał eparchią moskiewską.
W 1943 brał udział w spotkaniu delegacji Rosyjskiego Kościoła Prawosławnego z Józefem Stalinem, obok metropolitów moskiewskiego i kołomieńskiego Sergiusza oraz leningradzkiego Aleksego. 7 marca 1944 wyjechał na front, by oficjalnie przekazać kolumnę czołgów im. Dymitra Dońskiego ufundowaną przez Cerkiew dla Armii Czerwonej.
W 1944 wszedł w skład sowieckiej Komisji Nadzwyczajnej (tzw. Komisji Burdenki) powołanej do zbadania zbrodni katyńskiej, sfalsyfikowania dowodów i obarczenia Niemców winą za sowieckie zbrodnie.

#### Metropolita kruticki i kołomieński
Był najbliższym współpracownikiem patriarchy moskiewskiego i całej Rusi Aleksego. 28 stycznia 1944 objął wakującą od lat katedrę kruticką. Zaliczał się do głównych redaktorów „Żurnału Moskowskoj Patriarchii”, po utworzeniu Wydziału Wydawniczego Patriarchatu Moskiewskiego stanął na jego czele.
W 1946 został pierwszym przewodniczącym Wydziału Zewnętrznych Stosunków Cerkiewnych Patriarchatu Moskiewskiego. Odpowiadał w związku z tym za wszystkie instytucje Rosyjskiego Kościoła Prawosławnego poza granicami ZSRR. Wielokrotnie udawał się w podróże zagraniczne.
W 1947 otrzymał godność metropolity krutickiego i kołomieńskiego. Sygnatariusz apelu sztokholmskiego w 1950 roku.
Zmarł w niejasnych okolicznościach w Szpitalu Botkińskim w Moskwie w 1961, oficjalnie z powodu ataku serca. Został pochowany w cerkwi Smoleńskiej Ikony Matki Bożej w ławrze Troicko-Siergijewskiej.